# Filantropia
A filantropia é uma forma de altruísmo que consiste em “iniciativas privadas para o bem público, com foco na qualidade de vida”. A filantropia contrasta com as iniciativas empresariais, que são iniciativas privadas para o bem privado, com foco no ganho material, e com os esforços governamentais, que são iniciativas públicas para o bem público, como aquelas que se concentram na prestação de serviços públicos. Uma pessoa que pratica a filantropia é um filantropo.

## Etimologia
A palavra filantropia vem do grego antigo φιλανθρωπία (philanthrōpía) “amor à humanidade”, de philo- “amar, gostar de” e anthrōpos “gênero humano, humanidade”. No século II d.C., Plutarco usou o conceito grego de philanthrôpía para descrever seres humanos superiores.
Durante a Idade Média, a philanthrôpía se confunde na Europa pela virtude cristã da caridade (latim: caritas), no sentido de amor altruísta, valorizada para a salvação. Tomás de Aquino sustentou que “o hábito da caridade se estende não apenas ao amor a Deus, mas também ao amor ao próximo”.
Sir Francis Bacon considerava philanthrôpía como sinônimo de “bondade”, correlacionado com a concepção aristotélica de virtude como hábitos conscientemente incutidos de bom comportamento. Samuel Johnson simplesmente definiu filantropia como “amor à humanidade; boa natureza”. Essa definição ainda sobrevive hoje e é frequentemente citada de forma mais neutra em termos de gênero como “amor à humanidade”.

## Europa

### Grã-Bretanha
Em Londres, antes do século XVIII, as instituições de caridade paroquiais e cívicas eram normalmente estabelecidas por legados e operadas pelas paróquias das igrejas locais (como a St Dionis Backchurch) ou guildas (como a Carpenters' Company). No entanto, durante o século XVIII, “uma tradição mais ativista e explicitamente protestante de envolvimento direto com a caridade durante a vida” tomou conta, exemplificada pela criação da Society for the Promotion of Christian Knowledge (Sociedade para a Promoção do Conhecimento Cristão) e das Societies for the Reformation of Manners (Sociedades para a Reforma dos Costumes).
Em 1739, Thomas Coram, chocado com o número de crianças abandonadas que viviam nas ruas de Londres, recebeu um alvará real para fundar o Foundling Hospital para cuidar desses órfãos indesejados em Lamb's Conduit Fields, Bloomsbury. Essa foi “a primeira instituição de caridade para crianças do país e que "estabeleceu o padrão para as instituições de caridade associativas incorporadas em geral". O hospital “marcou o primeiro grande marco na criação dessas instituições de caridade de novo estilo.”
Jonas Hanway, outro notável filantropo da época, fundou a The Marine Society em 1756, como a primeira instituição de caridade para marinheiros, em uma tentativa de ajudar no recrutamento de homens para a marinha. Em 1763, a sociedade já havia recrutado mais de 10.000 homens e foi incorporada em 1772. Hanway também foi fundamental na criação do Magdalen Hospital para reabilitar prostitutas. Essas organizações eram financiadas por assinaturas e administradas como associações voluntárias. Elas conscientizavam o público sobre suas atividades por meio da imprensa popular emergente e, em geral, eram tidas em alta conta social – algumas instituições de caridade receberam o reconhecimento do Estado na forma de uma Carta Real.
Os filantropos, como o ativista antiescravagista William Wilberforce, começaram a adotar funções ativas de campanha, defendendo uma causa e fazendo pressão junto ao governo para que houvesse mudanças na legislação. Isso incluiu campanhas organizadas contra os maus-tratos de animais e crianças e a campanha que conseguiu acabar com o comércio de escravos em todo o Império a partir de 1807. Embora não houvesse escravos permitidos na Grã-Bretanha, muitos homens ricos possuíam plantações de açúcar nas Índias Ocidentais e resistiram ao movimento para comprá-los até que finalmente obtiveram sucesso em 1833.
As doações financeiras para instituições de caridade organizadas tornaram-se moda entre a classe média no século XIX. Em 1869, havia mais de 200 instituições de caridade em Londres com uma renda anual, em conjunto, de cerca de £2 milhões. Em 1885, o rápido crescimento havia produzido mais de 1.000 instituições de caridade em Londres, com uma renda de cerca de £4,5 milhões. Elas incluíam uma ampla gama de objetivos religiosos e seculares, com a importação americana, YMCA, como uma das maiores, e muitas outras pequenas, como a Metropolitan Drinking Fountain Association. Além de fazer doações anuais, os industriais e financistas cada vez mais ricos deixaram quantias generosas em seus testamentos. Uma amostra de 466 testamentos na década de 1890 revelou uma riqueza total de £76 milhões, dos quais £20 milhões foram legados a instituições de caridade. Em 1900, as instituições de caridade de Londres desfrutavam de uma renda anual de cerca de £8,5 milhões.
Liderados pelo enérgico Lord Shaftesbury (1801-1885), os filantropos se organizaram. Em 1869, eles criaram a Charity Organisation Society. Ela era uma federação de comitês distritais, um em cada uma das 42 divisões da Poor Law. Seu escritório central contava com especialistas em coordenação e orientação, maximizando assim o impacto das doações de caridade aos pobres. Muitas das instituições de caridade foram criadas para aliviar as duras condições de vida nas favelas, como a Labourer's Friend Society, fundada em 1830. Isso incluía a promoção do loteamento de terras para trabalhadores para “criação de casas de campo”, que mais tarde se tornou o movimento de loteamento. Em 1844, ela se tornou a primeira Model Dwellings Company, uma organização que buscava melhorar as condições de moradia das classes trabalhadoras construindo novas casas para elas e, ao mesmo tempo, recebendo uma taxa de retorno competitiva sobre qualquer investimento. Essa foi uma das primeiras associações de moradia, um empreendimento filantrópico que floresceu na segunda metade do século XIX, impulsionado pelo crescimento da classe média. Associações posteriores incluíram o Peabody Trust e o Guinness Trust. O princípio da intenção filantrópica com retorno capitalista recebeu o rótulo de “filantropia de cinco por cento”.

### Suíça
Em 1863, o empresário suíço Henry Dunant usou sua fortuna para financiar a Geneva Society for Public Welfare, que se tornou o Comitê Internacional da Cruz Vermelha. Durante a Guerra Franco-Prussiana de 1870, Dunant liderou pessoalmente as delegações da Cruz Vermelha que trataram os soldados. Ele recebeu o primeiro Prêmio Nobel da Paz por esse trabalho em 1901.
O Comitê Internacional da Cruz Vermelha (CICV) desempenhou um papel importante no trabalho com prisioneiros de guerra de todos os lados na Segunda Guerra Mundial. Ele estava em uma situação de escassez de dinheiro quando a guerra começou em 1939, mas rapidamente mobilizou seus escritórios nacionais para criar uma Agência Central de Prisioneiros de Guerra. Por exemplo, ela forneceu alimentos, correio e assistência a 365.000 soldados e civis britânicos e da Commonwealth mantidos em cativeiro. As suspeitas, especialmente por parte de Londres, de que o CICV era tolerante demais ou até mesmo cúmplice da Alemanha nazista fizeram com que ele fosse deixado de lado em favor da UN Relief and Rehabilitation Administration (UNRRA) como a principal agência humanitária após 1945.

### França
A Cruz Vermelha Francesa desempenhou um papel secundário na guerra com a Alemanha (1870-71). Depois disso, ela se tornou um fator importante na formação da sociedade civil francesa como uma organização humanitária não religiosa. Ela estava intimamente ligada ao Service de Santé do exército. Em 1914, operava mil comitês locais com 164.000 membros, 21.500 enfermeiras treinadas e mais de 27 milhões de francos franceses em ativos.
O Instituto Pasteur detinha o monopólio do conhecimento microbiológico especializado, o que lhe permitia arrecadar dinheiro para a produção de soro de fontes privadas e públicas, caminhando na linha entre um empreendimento farmacêutico comercial e um empreendimento filantrópico.
Em 1933, no auge da Grande Depressão, os franceses queriam um estado de bem-estar social para aliviar o sofrimento, mas não queriam novos impostos. Os veteranos de guerra criaram uma solução: a nova loteria nacional se mostrou muito popular entre os apostadores e gerou o dinheiro necessário sem aumentar os impostos.
O dinheiro americano mostrou-se inestimável. A Fundação Rockefeller abriu um escritório em Paris e ajudou a projetar e financiar o moderno sistema de saúde pública da França sob o Instituto Nacional de Higiene. Ela também criou escolas para treinar médicos e enfermeiros.

### Alemanha
A história da filantropia moderna no continente europeu é especialmente importante no caso da Alemanha, que se tornou um modelo para outros países, principalmente no que diz respeito ao estado de bem-estar social. Os príncipes e os vários estados imperiais deram continuidade aos esforços tradicionais, financiando edifícios monumentais, parques e coleções de arte. A partir do início do século XIX, as classes médias emergentes rapidamente fizeram da filantropia local uma forma de estabelecer seu papel legítimo na formação da sociedade, buscando fins diferentes da aristocracia e dos militares. Elas se concentraram no apoio ao bem-estar social, ao ensino superior e às instituições culturais, além de trabalhar para aliviar as dificuldades causadas pela rápida industrialização. A burguesia (classe média alta) foi derrotada em seu esforço para obter o controle político em 1848, mas ainda tinha dinheiro suficiente e habilidades organizacionais que poderiam ser empregadas por meio de agências filantrópicas para fornecer uma base de poder alternativa para sua visão de mundo.
A religião era um divisor de águas na Alemanha, pois protestantes, católicos e judeus usavam estratégias filantrópicas alternativas. Os católicos, por exemplo, continuaram sua prática medieval de usar doações financeiras em seus testamentos para aliviar sua punição no purgatório após a morte. Os protestantes não acreditavam no purgatório, mas assumiram um forte compromisso de melhorar suas comunidades naquele momento. Os protestantes conservadores manifestaram preocupação com a sexualidade desviante, o alcoolismo e o socialismo, bem como com os nascimentos ilegítimos. Eles usavam a filantropia para tentar erradicar o que consideravam “males sociais”, vistos como totalmente pecaminosos. Todos os grupos religiosos usavam doações financeiras, que se multiplicavam em número e riqueza à medida que a Alemanha enriquecia. Cada uma delas era dedicada a um benefício específico para aquela comunidade religiosa, e cada uma tinha um conselho de curadores; os leigos doavam seu tempo para o serviço público.
O Chanceler Otto von Bismarck, um Junker de classe alta, usou sua filantropia patrocinada pelo Estado, na forma de sua invenção do moderno Estado de bem-estar social, para neutralizar a ameaça política representada pelos sindicatos socialistas. A classe média, entretanto, fez o maior uso do novo Estado de bem-estar social, em termos de uso intenso de museus, ginásios (escolas de ensino médio), universidades, bolsas de estudo e hospitais. Por exemplo, o financiamento estatal para universidades e ginásios cobria apenas uma fração do custo; a filantropia privada tornou-se essencial. A Alemanha do século XIX era ainda mais orientada para a melhoria cívica do que a Grã-Bretanha ou os Estados Unidos, quando medida em termos de financiamento privado voluntário para fins públicos. De fato, instituições alemãs como o jardim de infância, a universidade de pesquisa e o estado de bem-estar social tornaram-se modelos copiados pelos anglo-saxões.
As pesadas perdas humanas e econômicas da Primeira Guerra Mundial, as crises financeiras da década de 1920, bem como o regime nazista e outras devastações até 1945, minaram e enfraqueceram seriamente as oportunidades de filantropia generalizada na Alemanha. A sociedade civil construída de forma tão elaborada no século XIX estava morta em 1945. No entanto, na década de 1950, quando o “milagre econômico” estava restaurando a prosperidade alemã, a antiga aristocracia estava extinta, e a filantropia da classe média começou a voltar a ter importância..

### Guerra e pós-guerra: Bélgica e Europa Oriental
A Commission for Relief in Belgium (CRB) foi uma organização internacional (predominantemente americana) que providenciou o fornecimento de alimentos para a Bélgica e o norte da França ocupados pelos alemães durante a Primeira Guerra Mundial. Foi liderada pelo Herbert Hoover. Entre 1914 e 1919, a CRB operou inteiramente com esforços voluntários e conseguiu alimentar onze milhões de belgas arrecadando dinheiro, obtendo contribuições voluntárias de dinheiro e alimentos, enviando os alimentos para a Bélgica e controlando-os lá. Por exemplo, o CRB enviou 697.116.000 libras de farinha para a Bélgica. O biógrafo George Nash considera que, no final de 1916, Hoover “era o líder do maior empreendimento humanitário que o mundo já havia visto.” O biógrafo William Leuchtenburg acrescenta: “Ele havia arrecadado e gasto milhões de dólares, com despesas gerais insignificantes e nenhum centavo perdido em fraudes. Em seu auge, sua organização alimentava nove milhões de belgas e franceses diariamente". 
Quando a guerra terminou no final de 1918, Hoover assumiu o controle da American Relief Administration (ARA), com a missão de levar alimentos para a Europa Central e Oriental. A ARA alimentou milhões de pessoas: o financiamento do governo dos EUA para a ARA expirou no verão de 1919, e Hoover transformou a ARA em uma organização privada, arrecadando milhões de dólares de doadores privados. Sob os auspícios da ARA, o European Children's Fund alimentou milhões de crianças famintas. Quando atacado por distribuir alimentos para a Rússia, que estava sob controle bolchevique, Hoover respondeu: “Vinte milhões de pessoas estão morrendo de fome. Seja qual for sua política, elas devem ser alimentadas!"

## Estados Unidos
A primeira corporação fundada nas Treze Colônias foi a Harvard College (1636), projetada principalmente para treinar jovens para o clero. Um dos principais teóricos foi o teólogo puritano Cotton Mather (1662-1728), que em 1710 publicou um ensaio amplamente lido, “Bonifacius, or an Essay to Do Good”. Mather se preocupava com o fato de que o idealismo original havia se desgastado e, por isso, defendia a benfeitoria filantrópica como um modo de vida. Embora seu contexto fosse cristão, sua ideia também era caracteristicamente americana e explicitamente clássica, no limiar do Iluminismo.
Benjamin Franklin (1706-1790) foi um ativista e teórico da filantropia americana. Ele foi muito influenciado por An Essay upon Projects (1697), de Daniel Defoe, e Bonifacius: an essay upon the good (1710), de Cotton Mather. Franklin tentou motivar seus conterrâneos da Filadélfia a participar de projetos para a melhoria da cidade: exemplos incluem a Library Company of Philadelphia (a primeira biblioteca americana por assinatura), o corpo de bombeiros, a força policial, a iluminação pública e um hospital. Ele próprio um físico de classe mundial, promoveu organizações científicas, incluindo a Academia da Filadélfia (1751) - que se tornou a Universidade da Pensilvânia - bem como a Sociedade Filosófica Americana (1743), para permitir que pesquisadores científicos de todas as 13 colônias se comunicassem.
Na década de 1820, empresários americanos estavam iniciando o trabalho filantrópico, especialmente com relação a faculdades e hospitais particulares. George Peabody (1795-1869) é reconhecido por muitos como o pai da filantropia moderna. Suas atividades se tornaram um modelo para Andrew Carnegie e muitos outros. Andrew Carnegie (1835-1919) foi o líder mais influente da filantropia em escala nacional (e não local). Depois de vender sua empresa siderúrgica em 1901, ele se dedicou a estabelecer organizações filantrópicas e a fazer contribuições diretas a muitas instituições educacionais, culturais e de pesquisa. Ele financiou a construção de mais de 2.500 bibliotecas públicas nos Estados Unidos e no exterior. Também financiou o Carnegie Hall, em Nova York, e o Palácio da Paz, na Holanda.
Outros filantropos americanos proeminentes do início do século XX foram John D. Rockefeller (1839-1937), Julius Rosenwald (1862-1932) e Margaret Olivia Slocum Sage (1828-1918). Rockefeller se aposentou dos negócios na década de 1890; ele e seu filho John D. Rockefeller Jr. (1874-1960) tornaram sistemática a filantropia nacional em larga escala, especialmente no que diz respeito ao estudo e à aplicação da medicina moderna, ao ensino superior e à pesquisa científica.
Em 1920, a Fundação Rockefeller estava abrindo escritórios na Europa. Lançou projetos médicos e científicos na Grã-Bretanha, França, Alemanha, Espanha e em outros lugares. Apoiou os projetos de saúde da Liga das Nações. Na década de 1950, a Fundação, em conjunto com a Fundação Ford, investiu na Revolução Verde, que permitiu que a Índia e o México, entre outros países, aumentassem sua produtividade agrícola.
Com a aquisição da maior parte das ações da Ford Motor Company no final da década de 1940, a Fundação Ford se tornou a maior instituição filantrópica americana, dividindo suas atividades entre os Estados Unidos e o resto do mundo. Fora dos Estados Unidos, ela estabeleceu uma rede de organizações de direitos humanos, promoveu a democracia e concedeu um grande número de bolsas de estudo para jovens líderes estudarem nos Estados Unidos. A Ford também fez grandes doações para a construção de universidades de pesquisa na Europa e no mundo todo. Por exemplo, na Itália, em 1950, enviou uma equipe para ajudar o Ministério da Educação italiano a reformar o sistema escolar do país, com base na meritocracia (em vez de patrocínio político ou familiar) e na democratização (com acesso universal às escolas secundárias).
A Fundação Ford, na década de 1950, queria modernizar os sistemas jurídicos da Índia e da África, promovendo o modelo americano. O plano fracassou devido à história, às tradições e à profissão jurídica únicas da Índia, bem como às suas condições econômicas e políticas. A taxa de sucesso na África não foi melhor, e esse programa foi encerrado em 1977.

## Ásia
Embora a caridade tenha uma longa história na Ásia, a partir de 2018 a filantropia ou uma abordagem sistemática para fazer o bem continua incipiente. O filósofo chinês Mozi (c. 470 - c. 391 a.C.) desenvolveu o conceito de “amor universal” (jiān'ài, 兼愛), uma reação contra o apego excessivo às estruturas familiares e de clã dentro do confucionismo. Outras interpretações do confucionismo veem a preocupação com os outros como uma extensão da benevolência.
Os muçulmanos em países como a Indonésia são obrigados a dar zakat (esmolas), enquanto os budistas e os cristãos em toda a Ásia podem participar de atividades filantrópicas. Na Índia, a responsabilidade social corporativa agora é obrigatória, com 2% dos lucros líquidos a serem direcionados para a caridade.
A Ásia é o lar da maioria dos bilionários do mundo, ultrapassando os Estados Unidos e a Europa em 2017.  A lista da Wikipédia de países por número de bilionários mostra quatro economias asiáticas entre as dez primeiras: 495 na China, 169 na Índia, 66 em Hong Kong e 52 em Taiwan (em abril de 2023).
Embora as práticas de filantropia da região sejam relativamente pouco pesquisadas em comparação com as dos Estados Unidos e da Europa, o Centre for Asian Philanthropy and Society (CAPS) produz um estudo do setor a cada dois anos. Em 2020, sua pesquisa constatou que se a Ásia doasse o equivalente a dois por cento de seu PIB, o mesmo que os Estados Unidos, liberaria US$ 507 bilhões (HK$ 3,9 trilhões) anualmente, mais de 11 vezes a ajuda externa que flui para a região todos os anos e um terço do valor anual necessário globalmente para cumprir as metas de desenvolvimento sustentável até 2030.

## Austrália
As doações estruturadas na Austrália por meio de fundações estão crescendo lentamente, embora os dados públicos sobre o setor filantrópico sejam escassos. Não há registro público de fundações filantrópicas, diferentemente das instituições de caridade em geral. Dois tipos de fundações para as quais existem alguns dados disponíveis são os Private Ancillary Funds (PAFs) e os Public Ancillary Funds (PubAFs). Os Private Ancillary Funds têm algumas semelhanças com as fundações familiares privadas dos EUA e da Europa e não têm uma exigência de captação de recursos públicos.

## América do Sul
No contexto de sociedades marcadas por profundas desigualdades, a filantropia e a beneficência historicamente exerceram um papel importante na mitigação das carências sociais. A filantropia sul-americana tem origem híbrida – marcada por instituições religiosas, assistência e caridade. Nas últimas décadas, o crescimento econômico e o fortalecimento dos regimes democráticos da região, abriu espaço na filantropia para práticas estratégicas que se articulam com governos, OSCs e setor privado. Em países como Brasil, Argentina, Colômbia e Chile, as doações têm sido decisivas para preencher lacunas em educação e saúde, por meio da construção de escolas, universidades, hospitais e da oferta de bolsas de estudo e atendimento socioassistencial.

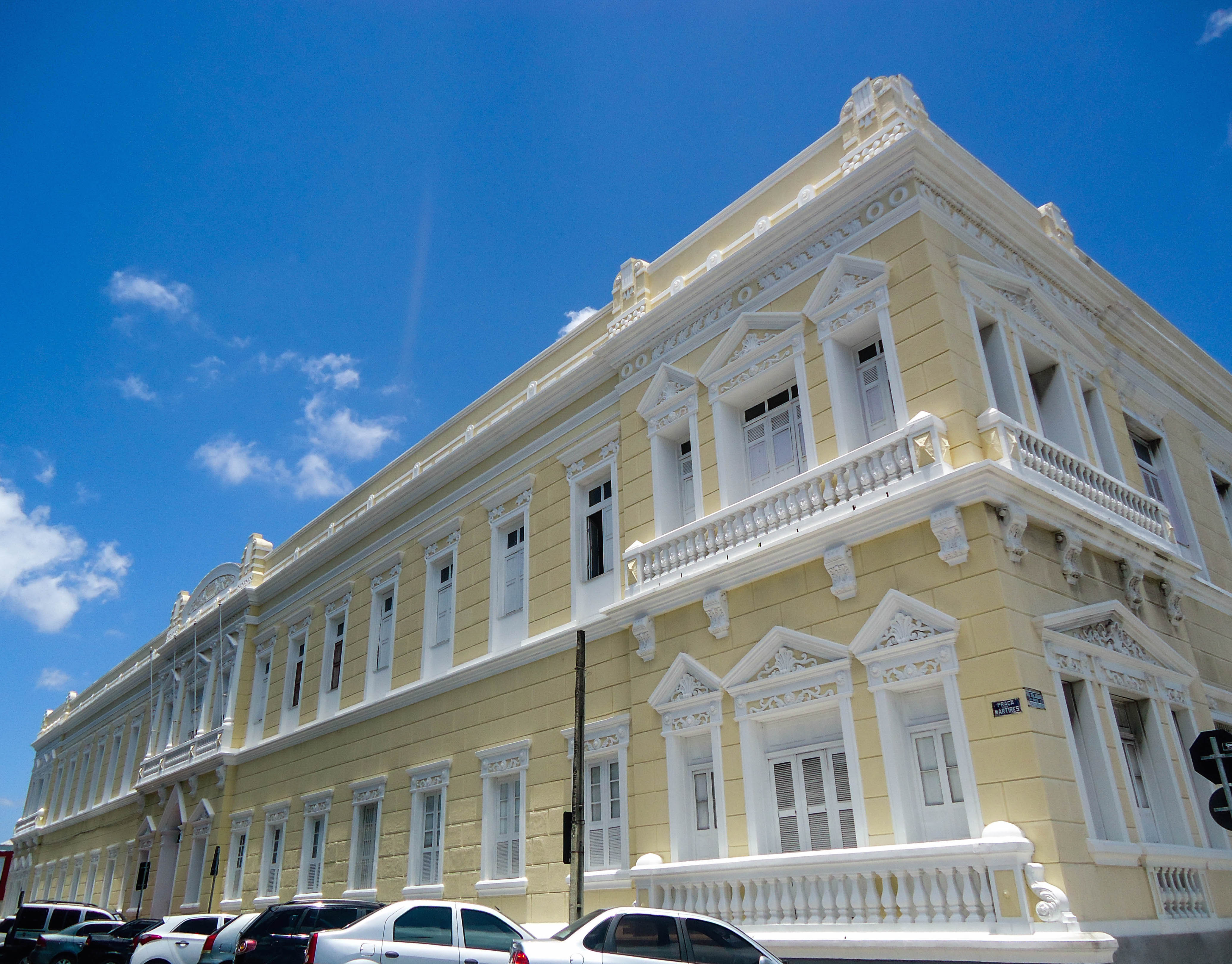
Santa Casa de Misericórdia, primeiro hospital construído em Fortaleza, Brasil.

A filantropia exerce papel central na prestação de serviços de saúde no Brasil, especialmente por meio da rede de entidades beneficentes que atuam como prestadoras do Sistema Único de Saúde (SUS). Em 2023, esse setor englobava mais de 1.600 hospitais e cerca de 9.000 estabelecimentos de saúde integrados à rede complementar do SUS. As entidades filantrópicas foram responsáveis por mais de 183 mil leitos hospitalares (cerca de 38% do total nacional), 4,5 milhões de internações (41% do total) e 296 milhões de atendimentos ambulatoriais (8%), o que representa aproximadamente 49% de todos os atendimentos realizados pelo SUS no ano. Em cerca de 900 municípios brasileiros, a assistência hospitalar é prestada exclusivamente por esses hospitais, além disso, a rede filantrópica responde por mais de 60% das internações de alta complexidade.
Autores como Lavalle e Castello (2008) alertam os limites da atuação filantrópica, sobretudo quando as suas lógicas — baseadas em voluntarismo e relações assimétricas — são transpostas para a esfera política. Em regimes democráticos, espera-se que os cidadãos, por meio de formas institucionais de participação e controle social, atuem na definição e fiscalização das políticas públicas como sujeitos de direitos, e não apenas como beneficiários de doações privadas. Nesse sentido, embora a filantropia possa complementar ações estatais, ela não deve substituir o papel do Estado nem enfraquecer os mecanismos democráticos de responsabilização pública. Ainda, como argumenta Adrian Lavalle (2006), toda configuração da sociedade civil — seja voltada à benemerência e à assistência, seja à mobilização por direitos — constitui uma construção política, resultado da interação entre as instituições e os contextos sociais. Assim, sociedades civis organizadas em torno da filantropia não são menos políticas do que aquelas centradas na ação reivindicatória; elas apenas expressam orientações distintas quanto à forma de intervenção no espaço público.

## Filantropia tradicional e a nova filantropia

### Investimento de impacto versus filantropia tradicional
A filantropia tradicional e o investimento de impacto podem ser diferenciados pela forma como atendem à sociedade. A filantropia tradicional geralmente é de curto prazo, em que as organizações obtêm recursos para causas por meio da arrecadação de fundos e de doações únicas; a Fundação Rockefeller e a Fundação Ford são exemplos disso; elas se concentram mais em contribuições financeiras para causas sociais e menos em ações e processos de benevolência. O investimento de impacto, por outro lado, concentra-se na interação entre o bem-estar individual e a sociedade em geral, promovendo a sustentabilidade. Enfatizando a importância do impacto e da mudança, eles investem em diferentes setores da sociedade, incluindo habitação, infraestrutura, saúde e energia.
Uma explicação sugerida para a preferência pela filantropia de investimento de impacto em relação à filantropia tradicional é a crescente proeminência dos desde 2015. Quase todos os ODSs estão ligados à proteção ambiental e à sustentabilidade devido às crescentes preocupações sobre como a globalização, o consumismo e o crescimento populacional podem afetar o meio ambiente. Como resultado, as agências de desenvolvimento têm visto um aumento nas demandas por prestação de contas, pois enfrentam maior pressão para se adequar às atuais agendas de desenvolvimento. Para Aquino e Marchesini (2020), no Brasil, parte significativa da atuação filantrópica corporativa reproduz lógicas mercadológicas, alheios a outras pautas das OSCs, o que exige uma análise crítica sobre seus impactos e compromissos com transformação social.

### Filantropia tradicional versus filantrocapitalismo
O filantrocapitalismo difere da filantropia tradicional em sua forma de atuação. A filantropia tradicional trata de caridade, misericórdia e devoção altruísta, melhorando o bem-estar dos beneficiários. O filantrocapitalismo é a filantropia transformada pelos negócios e pelo mercado, em que modelos de negócios voltados para o lucro são projetados para o bem da humanidade. As empresas de valor compartilhado são um exemplo. Elas ajudam a desenvolver e oferecer currículos na educação, fortalecem seus próprios negócios e melhoram as perspectivas de emprego das pessoas. As empresas melhoram os resultados sociais, mas, ao mesmo tempo, também se beneficiam.
O aumento do filantrocapitalismo pode ser atribuído ao capitalismo global. Portanto, a filantropia tem sido vista como uma ferramenta para sustentar o crescimento econômico e das empresas, com base na teoria do capital humano. Por meio da educação, são ensinadas habilidades específicas que aumentam a capacidade de aprendizado das pessoas e sua produtividade no trabalho.
A Intel investe em padrões curriculares de ciência, tecnologia, engenharia e matemática (STEM) nos EUA e fornece recursos e materiais de aprendizagem para as escolas, para sua inovação e receita.A iniciativa Novas Oportunidades de Emprego na América Latina é uma colaboração regional para treinar um milhão de jovens até 2022, a fim de elevar os padrões de emprego e, em última análise, fornecer uma reserva de mão de obra talentosa para as empresas.

### Promoção da equidade por meio da filantropia científica e de saúde
A filantropia tem o potencial de promover a equidade e a inclusão em vários campos, como pesquisa científica, desenvolvimento e saúde. A abordagem das desigualdades sistêmicas nesses setores pode levar a perspectivas mais diversificadas, inovações e melhores resultados gerais.
Estudiosos examinaram a importância do apoio filantrópico na promoção da equidade em diferentes áreas. Por exemplo, Christopherson et al.destacam a necessidade de priorizar grupos sub-representados, promover parcerias equitativas e defender uma liderança diversificada na comunidade científica. No setor de saúde, Thompson et al.enfatizam o papel da filantropia em capacitar as comunidades para reduzir as disparidades de saúde e abordar as causas fundamentais dessas disparidades. A pesquisa de Chandra et al.demonstra o potencial da filantropia estratégica para combater as desigualdades na saúde por meio de iniciativas que se concentram na prevenção, na intervenção precoce e no desenvolvimento da capacidade da comunidade. Da mesma forma, um relatório do Bridgespan Group sugere que a filantropia pode criar uma mudança sistêmica investindo em soluções de longo prazo que abordem as causas subjacentes das questões sociais, inclusive aquelas relacionadas à ciência e às disparidades na saúde.
Para promover a equidade na ciência e na saúde, os filantropos podem adotar várias estratégias importantes:
- Priorizar grupos sub-representados: Apoiar cientistas e profissionais da saúde de diversas origens para ajudar a lidar com injustiças históricas e promover a diversidade.
- Incentivar parcerias equitativas: Facilite as colaborações entre instituições de diferentes origens para promover a troca de conhecimentos e uma distribuição justa de recursos.
- Defender uma liderança diversificada: Apoiar iniciativas que enfatizem a diversidade e a inclusão em cargos de liderança em instituições científicas e de saúde.
- Investir em profissionais em início de carreira: Ajude a criar um canal mais equitativo para futuros líderes em ciência e saúde, investindo em pesquisadores e profissionais de saúde em início de carreira.
- Influenciar mudanças nas políticas: Utilize a influência filantrópica para defender mudanças nas políticas que abordem as desigualdades sistêmicas na ciência e na saúde.

Por meio dessas abordagens, a filantropia pode promover significativamente a equidade nas comunidades científicas e de saúde, levando a avanços mais inclusivos e eficazes.

## Tipos de filantropia
A filantropia é definida de forma diferente por diferentes grupos de pessoas; muitos a definem como um meio de aliviar o sofrimento humano e melhorar a qualidade de vida. Há muitas formas de filantropia, o que permite diferentes impactos por diferentes grupos em diferentes ambientes.

### Filantropia de celebridades
A filantropia de celebridades refere-se a atividades filantrópicas e de caridade afiliadas a celebridades. É um tópico acadêmico em estudos sobre “o popular” em relação ao mundo moderno e pós-moderno. A doação filantrópica estruturada e sistematizada por celebridades é um fenômeno relativamente novo. Embora a caridade e a fama estejam historicamente associadas, foi somente na década de 1990 que celebridades do entretenimento e do esporte de sociedades ocidentais afluentes se envolveram com um tipo específico de filantropia. A filantropia de celebridades nas sociedades ocidentais contemporâneas não se limita a grandes doações monetárias pontuais. Ela envolve celebridades que usam sua publicidade, credibilidade de marca e riqueza pessoal para promover organizações sem fins lucrativos, que têm cada vez mais um formato empresarial.
Isso às vezes é chamado de “celantropia”, a fusão de celebridade e causa como uma representação do que a organização defende.

#### Implicações para o governo e a governança
Os grupos de interesse público, as organizações sem fins lucrativos e as Nações Unidas gastam muito tempo e dinheiro para usar celebridades em suas campanhas. Um exemplo disso é a People's Climate March de 2014. A manifestação fez parte do People's Climate Movement (Movimento Climático Popular), que tem como objetivo aumentar a conscientização sobre as mudanças climáticas e as questões ambientais em geral. Entre as celebridades notáveis que fizeram parte dessa campanha estavam os atores Leonardo DiCaprio, Mark Ruffalo e Edward Norton.

### Filantropia da diáspora
A filantropia da diáspora é a filantropia realizada pelas populações da diáspora em seu país de residência ou em seus países de origem. A filantropia da diáspora é um termo recém-estabelecido com muitas variações, incluindo filantropia de migrantes, filantropia de pátria e doação transnacional. Na filantropia da diáspora, os migrantes e seus descendentes são distribuidores de ajuda na linha de frente e facilitadores do desenvolvimento. Para muitos países, a filantropia da diáspora é uma forma proeminente pela qual os membros da diáspora investem de volta em seus países de origem.
Juntamente com o investimento estrangeiro direto liderado pela diáspora, a filantropia da diáspora é uma força no desenvolvimento de um país. Os membros da diáspora estão familiarizados com as necessidades de sua comunidade e com os fatores sociais, políticos e econômicos que influenciam o atendimento dessas necessidades. Estudos mostram que aqueles que fazem parte da diáspora estão mais cientes das questões urgentes e negligenciadas de sua comunidade do que as pessoas de fora ou outros benfeitores. Além disso, devido a seus profundos laços com o país de origem, as filantropias da diáspora têm maior longevidade do que outras filantropias internacionais. Devido à distância que acompanha a filantropia da diáspora [esclarecimento necessário], a filantropia da diáspora está mais disposta a abordar questões controversas encontradas em seu país de origem em comparação com a filantropia local.
Os filantropos afro-americanos fizeram contribuições significativas em vários campos, incluindo saúde mental, educação, empreendedorismo e ajuda em desastres. A Boris Lawrence Henson Foundation, de Taraji P. Henson, concentra-se na conscientização sobre saúde mental e no apoio às pessoas afetadas por doenças mentais, principalmente na comunidade afro-americana. A Shawn Carter's Shawn Carter Foundation oferece bolsas de estudo e oportunidades educacionais para jovens carentes, com o objetivo de melhorar o acesso ao ensino superior e apoiar os alunos na conquista de suas metas acadêmicas. A Fundação FUBU de Damon John promove o empreendedorismo oferecendo orientação e recursos a aspirantes a empresários. Além disso, a Clara Lionel Foundation, de Rihanna, oferece ajuda humanitária e em casos de desastres, auxiliando comunidades carentes durante crises e apoiando esforços globais de resposta a emergências. Cada uma dessas fundações reflete o compromisso da comunidade afro-americana em abordar questões críticas e melhorar a vida das pessoas de diversas maneiras impactantes.

### Filantropia baseada em confiança
A filantropia baseada em confiança é uma abordagem que visa a dar maior poder de decisão aos líderes de organizações sem fins lucrativos, em vez de ao doador. Isso difere das restrições muitas vezes rigorosas impostas às doações na filantropia tradicional.

## Críticas
A filantropia tem sido usada por indivíduos com patrimônio líquido muito alto para compensar suas obrigações fiscais maiores por meio de deduções de contribuições filantrópicas permitidas pelo código tributário. No livro Winners Take All: The Elite Charade of Changing the World, de Anand Giridharadas, ele afirma que várias iniciativas filantrópicas da elite rica, na prática, funcionam para consolidar as estruturas de poder e os interesses especiais da elite rica. Por exemplo, apesar da generosidade de Robert F. Smith ao pagar a dívida estudantil contraída pela turma de 2019 da Morehouse, ele simultaneamente lutou contra as mudanças no código tributário que poderiam ter disponibilizado mais dinheiro para ajudar os estudantes de baixa renda a pagar pela faculdade. Como resultado, argumenta Giridharadas, as doações filantrópicas de Smith funcionam para reforçar o status quo prevalecente e perpetuar a desigualdade de renda, em vez de abordar a causa principal das questões sociais.
Jane Mayer destaca como os doadores ricos, como os irmãos Koch, usam a filantropia para promover políticas que atendam a seus interesses financeiros. Suas doações, direcionadas a think tanks e programas educacionais, influenciam a opinião pública em questões como cortes de impostos para os ricos, desregulamentação, redução do estado de bem-estar social e negação da mudança climática, moldando a política americana sem serem contribuições tradicionais de campanha. Mayer critica o anonimato dessas doações, feitas por meio de organizações como a Donors Trust, que não são obrigadas a revelar suas fontes, possibilitando uma influência política oculta.
A capacidade das pessoas ricas de deduzir uma quantia significativa de suas obrigações fiscais na forma de doações filantrópicas, conforme observado pelo falecido magnata alemão bilionário do setor de transportes e filantropo Peter Kramer, funcionou como “uma má transferência de poder”, de políticos democraticamente eleitos para bilionários não eleitos, em que não é mais “o Estado que determina o que é bom para as pessoas, mas sim os ricos que decidem”. O Global Policy Forum, um órgão independente de fiscalização de políticas que funciona para monitorar as atividades da Assembleia Geral das Nações Unidas, alertou os governos e as organizações internacionais que eles deveriam “avaliar a crescente influência das principais fundações filantrópicas e, especialmente, da Bill & Melinda Gates Foundation... e analisar os riscos e efeitos colaterais intencionais e não intencionais de suas atividades” antes de aceitar dinheiro de doadores ricos.Em 2015, o Global Policy Forum também alertou os políticos eleitos que eles deveriam estar particularmente preocupados com “o financiamento imprevisível e insuficiente de bens públicos, a falta de mecanismos de monitoramento e prestação de contas e a prática predominante de aplicar a lógica empresarial ao fornecimento de bens públicos”.
Giridharadas também argumenta que a filantropia distrai o público de algumas das táticas imorais e exploradoras usadas para obter lucro. Por exemplo, a família Sackler era conhecida por suas generosas doações filantrópicas a várias instituições culturais em todo o mundo. No entanto, suas doações filantrópicas funcionaram como uma distração e propaganda para o público, pois seu legado de generosidade foi manchado pela exposição subsequente do papel da Purdue Pharma no incentivo e exacerbação da epidemia de opioides. Assim, alguns argumentam que a filantropia é apenas uma distração e um alívio temporário, tanto física quanto espiritualmente para aqueles que a recebem, em substituição ao enfrentamento das verdadeiras causas dos problemas que ela tenta aliviar, como os altos custos de moradia e a desigualdade econômica, já que a filantropia normalmente não oferece soluções de longo prazo.De acordo com a Harvard Political Review, a filantropia atualmente “é apenas um band-aid para uma questão estrutural muito maior e mais profunda”.